# Maria Wroczyńska
Maria Wroczyńska (ur. 31 maja 1901 w Wólce Kamiennej, zm. 3 listopada 1966 w Warszawie) – polska architekt, członek Stowarzyszenia Architektów Polskich.

## Życiorys
W 1929 ukończyła studia na Wydziale Architektury Politechniki Warszawskiej. W latach 20. XX wieku pracowała w prywatnych biurach architektonicznych w Warszawie. Od 1930 była urzędnikiem technicznym w Wydziale Komunikacyjno-Budowlanym Śląskiego Urzędu Wojewódzkiego w Katowicach. Pracowała też w biurze architekta Tadeusza Michejdy oraz w Związku Architektów. Mieszkając nadal na Śląsku, w 1933 uzyskała uprawnienia budowlane. Po powrocie do Warszawy współpracowała z architektem Mieczysławem Łokcikowskim. Po II wojnie światowej nadal mieszkała w Warszawie i pracowała w Państwowym Biurze Projektowym. Pochowana została na cmentarzu Powązkowskim w Warszawie.

## Wybrane projekty[1][2]
- szkoła powszechna w Koniakowie
- budynki przy basenie w Wiśle (niezrealizowane)
- dom jednorodzinny (wystawa Tani Dom Własny)
- typy domów bliźniaczych i szeregowego zabudowania (konkurs)
- typy drobnego budownictwa mieszkaniowego (konkurs)
- dom wypoczynkowy Zrzeszenia Urzędników i Emerytów Banku Gospodarstwa Krajowego w Zalesiu Górnym (we współpracy z Mieczysławem Łokcikowskim, 1935–1936)[3]
- trzy szkoły w Warszawie (we współpracy z Mieczysławem Łokcikowskim): przy ul. Ożarowskiej 71 (przed 1939), przy ul. Raszyńskiej 22 (Niemcewicza 2; przed 1939) i przy Grottgera 22 (1937)
- willa Chmielewskich w Warszawie, ul. Frascati 4 (wspólnie z Karolem Schayerem, 1938)